# Augusto Bozzi Granville
Augustus Bozzi Granville (Milano, 7 ottobre 1783 – Dover, 3 marzo 1872) è stato un medico e patriota italiano.

## Biografia

### Pellegrino nel Mediterraneo
Agostino Bozzi nasce il 7 ottobre 1783 a Milano, terzo tra i nove figli, da Carlo Bozzi e Maria Antonietta Rapazzini. All'età di tredici anni Agostino Bozzi sente di vivere un'epoca straordinaria dal punto di vista storico e, proprio perché vuole esserne subito degno, sceglie di chiamarsi Augustus, come l'antico imperatore.
Decise successivamente di dedicarsi agli studi di Medicina presso l'Università di Pavia dove dal 1797 entra a far parte dei docenti Giovanni Rasori, un medico parmigiano d'avanguardia e sostenitore della teoria di Brown, che influenzò notevolmente Augustus. 
(Augusto Bozzi Granville)
 disse Bozzi che aveva avuto la possibilità di trascorrere del tempo con Rasori per il quale provava una notevole ammirazione sia come docente che come curante. 
Si laurea dopo solo tre anni di studi medici e inizia così a frequentare l'Ospedale Maggiore di Milano con il protochirurgo Giovanni Battista Palletta. Decide successivamente di lasciare Milano per non essere arruolato nell'Esercito Italiano.
Il 2 gennaio 1803 Augustus inizia il suo viaggio. Arriva fino a Corfù dove l'incontro con William Richard Hamilton cambierà le sorti della sua vita. Giungerà ad Atene dove cade malato, inizia quindi ad intraprendere un'autocura alternando oppio e brandy, metodo browniano-rasoriano, guarendo poi perfettamente. Raggiunge poi la città di Istanbul, città multietnica e multireligiosa, dove si ammala di peste. Anche per questa malattia consiglia al suo medico curante, il dottor Gobbes, il metodo browniano-rasoriano e riesce a sopravvivere. Ma la sosta del suo pellegrinaggio dura poco, decide infatti di accettare la proposta di prestare attività nel servizio medico-navale turco.
Bisognoso di nuove esperienze, decide di abbandonare sia il servizio navale che l'impero Ottomano per raggiungere l'Inghilterra. Il viaggio prevede come prima tappa Malaga, dove era appena arrivata la febbre gialla. Bozzi darà il suo contributo consigliando di illuminare durante la notte le buie strade della città in modo da controllare gli spostamenti degli abitanti. Riceve da lì a poco la notizia della morte della madre, accompagnata però dal consenso ad aggiungere al cognome del nonno paterno, Bozzi, quello della nonna materna, Granville. Sarà proprio il doppio cognome ad aprirgli le porte all'ambiente inglese, verso il quale si dirige l'8 marzo 1807 dalla Spagna con la nave da guerra inglese “His Majesty's Ship” Ravel.

### Il trasferimento in Inghilterra
Inizia così il periodo in terra inglese per Augustus Bozzi che si rivelerà ricco di esperienze. Non appena sbarca a Portsmouth le sue competenze mediche vengono esaminate da una commissione nel Royal Hospital Haslar (RHH), in lingua latina e inglese. Cambia successivamente il proprio orientamento religioso da cattolico ad anglicano e come novità più importante nel 1809 si sposerà con Mary Ann.
Nuovamente in viaggio, nel 1810 raggiunge le Antille sulla nave HMS Arachne e qui si ammala nuovamente, stavolta di febbre gialla, guarirà grazie all'innovativa cura di James Currie. Come medico navale si trova a dover curare molte persone dell'equipaggio che erano infette da un parassita e successivamente per motivi politici deve recarsi a Bristol, dove rincontrerà l'amico Hamilton.
Dopo essere tornato a casa, lui e la moglie sono costretti a trasferirsi a Manchester. Bozzi non perde l'occasione di chiedere al chimico Dalton di poter entrare a far parte della Manchester Literary and Philosophical Society e in ambito medico frequenta la Royal Infirmary dell'ospedale di Manchester. Si appassiona anche di teatro, si reca presso il Theatre Royal della città e rimane colpito dalle capacità di un attore: John Philip Kemble. Si interessò a tal punto da pubblicare cinque saggi riguardanti le sue opinioni teatrali, le Critical Observation on Mr Kemble's Performances at the Theatre Royal Manchester.
Nel 1812 Bozzi lascia nuovamente l'Inghilterra, viene infatti richiamato per il servizio navale sulla fregata Maidstone, con la quale compirà un giro per il Mediterraneo. A Londra entrerà a far parte delle serate culturali organizzate presso l'abitazione di Joseph Banks, con le quali Bozzi Granville entrerà in contatto con figure storiche importanti. Introdotto nella Royal Society, Augustus chiederà di essere associato alla Linnean Society e alla Society of Arts.
Granville, interessato anche a eventi politici, diviene un animatore accanito della pubblicità antinapoleonica e proprietario di un giornale politico: L'Italico.
Nel 1813 riuscirà ad essere nominato membro della Royal College of Surgeons.

### La spedizione in Italia
L'anno successivo prevede il ritorno di Granville nella sua città natale, Milano, da poco sotto il controllo austriaco, dove può rincontrare la sua famiglia e dove visiterà il Lazzaretto. Fa poi tappa a Parma, dove ha la possibilità di incontrare due importanti figure del tempo, Pietro Rubini e Giacomo Tommasini, con i quali può dibattere su uno degli argomenti più in auge del tempo: “la teoria dell'infiammazione”, Augustus infatti si dichiara apertamente contro l'uso delle “lancette” per la flebotomia.
Come ultima meta del suo viaggio Granville ha previsto la città di Livorno, dove si reca presso il Lazzaretto  dedicato a San Rocco. 
Il viaggio per ritornare nella capitale londinese si presenta più complicato del previsto. Augustus viene infatti arrestato il 15 o 27 luglio a Bologna dalla polizia austriaca con l'accusa di spionaggio, rilasciato poi il giorno successivo. Durante il viaggio si ferma nella città di Coppet dove ha modo di incontrare Humphry Davy e il suo assistente Michael Faraday, futuro scopritore dell'induzione elettromagnetica. È proprio Davy ad offrire a Granville un importante incarico, quello di “lecturer on chemistry” presso il Saint George’s Hospital di Londra, accettato da lui con molto entusiasmo.

### Tra Londra e Parigi
Il 22 agosto 1814 Bozzi Granville si trova a Parigi, dove può incontrare Joseph Louis Gay-Lussac, colui che darà il nome alla sostanza chimica scoperta da Bernard Courtois nel 1813, chiamandola iodio. È sempre a Parigi che ha la possibilità di incontrare Guillaume Dupuytren (1777-1835), che fu il primo chirurgo a drenare con successo un ascesso annidato tra meningi e cervello. Arriverà successivamente a Londra, dove inizierà a svolgere l'incarico affidatogli da Davy precedentemente.
Non trascura comunque il suo interesse politico, pubblicherà infatti anni dopo due lettere nel 1848, On the Formation and Constitution of a Kingdom of Upper Italy, in a Letter to Right Hon. Viscount Palmerston e The Italian Question. A Second Letter to Lord Palmerston, dove insisterà sull'idea della necessità di un Savoia che guidi una nazione italica indipendente dal controllo straniero. Ritorna poi nuovamente a Parigi, questa volta insieme all'amico William Richard Hamilton dove incontrerà anche Antonio Canova, il quale è incaricato dal papa di recuperare i tesori vaticani sequestrati sedici anni prima.
Nel 1817 viene nominato foreign secretary della Geological Society proprio grazie alla sua competenza in moltissimi settori diversi.
Sir Walter Farquhar, medico personale del reggente scozzese, proporrà a Bozzi di diventare uno “scientific physician-accouncheur”, ovvero di assistere le donne durante il parto. Sotto consiglio dello stesso Farquhar, Augustus si reca a Parigi per specializzarsi in modo tale da ritornare poi a Londra e poter esercitare a tutti gli effetti la ginecologia e l'ostetricia. Saranno infatti due i motivi per ritornare poi a Londra: il primo è per ottenere la licenza del Royal Collage of Physicians necessario per poter esercitare la professione medica e il secondo è la nomina a membro ufficiale della Royal Society, che arriva il 20 novembre 1817.
Sul finire dell'anno 1817 Bozzi decide di accettare un altro incarico: quello di “Physician-accouncher” al Westminster General Dispensary, inoltre a Londra dove viene nominato medico di Sua Maestà britannica.

### Medico delle mummie tra Inghilterra e Russia
Bozzi riesce a raggiungere una tale fama come medico che viene chiamato da Archibald Edmonstone, il quale, tornato malato dall'Egitto, ha bisogno di un medico che lo curi. L'intento di Granville è quello di analizzarla e osservarla, vuole quindi indagare ogni sua parte in modo da essere a vantaggio per la scienza, anticipando quella che verrà definita paleopatologia.
Inizierà lo sbendamento della mummia, donatagli da Edmonstone come segno di ringraziamento, e grazie ad un assistente che trascriverà ogni sua mossa, potrà poi scrivere una relazione intitolata An essay on Egyptian Mummies, With Observations on the Art of Embalming among the Ancient Egyptions che verrà pubblicata nelle philosophical transaction e che verrà letta da Granville il 14 aprile 1825 alla Royal Society.
Accetta poi di partire alla volta di San Pietroburgo con il ruolo di medico curante per la moglie di Michail Semënovič Voroncov, la quale soffre di “febbre nervosa”. Nella città russa non ci sono ancora egittologi, sarà quindi lo stesso Granville a introdurre questo argomento il 4 dicembre 1827 presso l'Accademia imperiale delle scienze di San Pietroburgo, riportando un notevole successo.
Riparte il 25 dicembre dello stesso anno per fare ritorno in Inghilterra. Sosterà a Riga, Varsavia, Dresda, Halle, Weimar dove conoscerà Johann Wolfgang von Goethe e infine Parigi, dove avrà l'occasione di incontrare Carlo X, re di Francia, al quale darà una copia della sua opera Essay on Egyptian Mummy.
Torna a Londra e pubblica un'importante opera sull'esperienza appena vissuta in Russia, St. Petersburgh. A Journal of Travels to and from that Capital; trought Flandres, the Rhenish Provinces, Prussia, Russia, Poland, Silesia, Saxony, the Federated states of Germany, and France che avrà un notevole successo.
L'11 dicembre 1830 Granville verrà chiamato presso la Royal Institution per commentare l'apertura del sarcofago e lo sbandamento della “Theban mummy” ed è proprio a seguito di questo evento che Granville verrà definito come il medico delle mummie.

### Gli ultimi anni di vita e l'importanza dell'idrologia termale
Nel 1832, in pieno periodo georgiano, arriverà a Londra il “cholera morbus”, definito come il “mostro asiatico”. Anche durante questo momento Granville è sulla bocca di tutti, diventa medico di Lord Palmerston, a cui salva la vita e della famiglia dei Bonaparte.
Nel 1836 Bozzi si recherà con i suoi due figli alle terme della Germania. Granville sposterà quindi la sua attenzione dal campo ginecologico a quello dell'idrologia termale, sostenendo infatti che l'acqua sia un indispensabile mezzo farmacologico.  Pubblicherà infatti sull'argomento un libro di 500 pagine,  The Spas of Germany, una guida con consigli ma anche con descrizioni di luoghi meravigliosi che Granville ha visitato in Germania. Il testo avrà un notevole successo, verrà ristampato più volte, nasce così, anche grazie all'aiuto di Bozzi, il termalismo. Visiterà la stessa Mary Shelley.
Il 6 maggio 1849 Bozzi ritornerà a San Pietroburgo chiamato dalla principessa Černičev per assisterla nell'ultimo momento della sua gravidanza. Invitato a rimanere nella città russa Granville rifiuta e da vero uomo inglese ritorna a Bad Kissingen dai suoi pazienti londinesi. Di quest'esperienza russa lascia una traccia solo nell'opera The Sumbul: A New Asiatic Remedy nella quale però l'intento di Granville è quello di far conoscere una nuova sostanza, detta appunto “Sumbul”, usata in Moscovia per curare febbre tifoide e spesso il colera.  Secondo Bozzi può anche essere usato per curare l'isteria, l'anemia, la dismenorrea e la metrorragia.
Morirà a Dover domenica 3 marzo 1872